# Umbonula patens
Umbonula patens är en mossdjursart som först beskrevs av Smitt 1868.  Umbonula patens ingår i släktet Umbonula och familjen Umbonulidae. Inga underarter finns listade i Catalogue of Life.